# Маліновський Назар Вячеславович
Назар Вячеславович Маліновський (нар. 18 травня 1998, Первомайськ, Миколаївська область, Україна) — український футболіст, захисник польського аматорського клубу «Олімпія» (Замбрів). Колишній гравець юнацької збірної України U-16.

## Біографія
Народився 18 травня 1998 року. Вихованець футбольної системи харківського «Металіста», за який грав у ДЮФЛУ, юнацькому (U-19) та молодіжному чемпіонатах України. В молодіжному чемпіонаті провів 13 матчів. 28 лютого 2015 року потрапив в заявку головної команди. На літніх зборах в Ужгороді 2015 року тренувався з основною командою та навіть брав участь у товариських іграх.
18 грудня 2015 року уклав угоду з португальською командою «Авеш», проте виступав виключно за юнацьку команду U-19.
На початку 2017 року перейшов у аматорський «Металіст 1925», за який виступав до літа. Після цього перейшов у клуб Прем'єр-ліги кропивницьку «Зірку».